# Noyakert
Noyakert (in armeno Նոյակերտ?, fino al 1991 Khalisa) è un comune dell'Armenia di 2 385 abitanti (2008) della provincia di Ararat.